# Mount Moody (berg i Falklandsöarna)
Mount Moody är ett berg i territoriet Falklandsöarna (Storbritannien). Det ligger i den västra delen av landet, 130 km väster om huvudstaden Stanley. Toppen på Mount Moody är 554 meter över havet, eller 409 meter över den omgivande terrängen. Bredden vid basen är 12,2 km. Mount Moody ingår i Hornby Mountains.
Terrängen runt Mount Moody är kuperad åt nordväst, men åt sydost är den platt.  Det finns inga samhällen i närheten. Trakten runt Mount Moody består i huvudsak av gräsmarker.